# 名倉加代子
名倉加代子（なくら かよこ、1940年10月29日 - ）は、日本の振付家。日本ジャズダンス芸術協会専務理事、日本振付家協会理事、名倉ジャズダンススタジオ主宰。新潟県新潟市出身。

## 略歴
四人姉妹の次女として新潟県新潟市で生まれる。
新潟大学教育学部附属新潟小学校在学中に銀行員だった父親の転勤で福井県福井市に転居。
12歳で竹部玲子バレエ団に入り、ダンスを始める。1959年、福井県立藤島高等学校卒業後に姉妹3人で上京。竹部玲子バレエ団に在籍しながらショー番組やステージに出演する。1960年、当時、日本テレビのディレクターだった井原髙忠が結成したスタジオNo.1ダンサーズ初代メンバーの一員となり、『シャボン玉ホリデー』などテレビや舞台に出演する。
1969年、渡米。その1年後フリーとなる。1970年、『名倉ジャズダンススタジオ』を主宰。加藤敬二や楓沙樹などが生徒として所属していた。1972年、『ザ・ホリディ』（TBS系）のために結成されたホリディ・ガールズの一員となり、ダンサー兼振付を担当する。その傍らでニューヨーク/ロサンゼルスでダンストレーニングを受ける。35歳で結婚。2010年12月29日放送の日本テレビ系列番組『1億人の大質問!?笑ってコラえて!』で、「プロが選ぶプロの振付家」として紹介される。

## 作品

### 宝塚歌劇団
- ザ・ストーム
- 三つのワルツ
- ショー・アップ・ショー
- あの日薔薇一輪
- ザ・レビュースコープ
- ビバ!シバ!
- ザ・ゲーム!
- ジタン・デ・ジタン
- ヴェネチアの紋章
- ジャンクション24
- 仮面のロマネスク
- ル・ボレロ・ルージュ
- Carnevale 睡夢
- ルナロッサ

ほか多数

### その他の舞台
- アニー
- ガイズ&ドールズ
- PLAYZONE
- マグノリアの海賊
- シェルブールの雨傘（1996年、1997年では演出も手がける）
- DREAM TRAIL 〜宝塚伝説〜（2011年）
- DREAM FOREVER （2011年）

### テレビ
- 光子の窓（日本テレビ）※テレビデビュー番組
- 第27回日本レコード大賞（TBS）
- 第33回日本レコード大賞（TBS）
- 郷ひろみの宴ターテイメント（テレビ朝日）第5回放送分
- ラスタとんねるず'94（フジテレビ）
- NHK教育テレビ趣味百科 （NHK Eテレ）『魅惑のジャズダンス』

## 著書
- 名倉加代子のジャズダンスレッスン（講談社）
- 踊りつづけて（佼成出版社）
- NHK教育テレビ趣味百科『魅惑のジャズダンス』のテキスト（日本放送出版協会）

## 関連人物
- 中島伸子 - 井村屋グループ代表取締役会長兼CEO。1952年、新潟県新井市（現・妙高市）で生まれ、福井県福井市で育ち、福井県立藤島高等学校を卒業。